# 1760 az irodalomban
Az 1760. év az irodalomban.

## Megjelent új művek

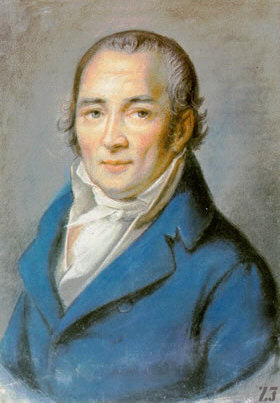
Hebel portréja

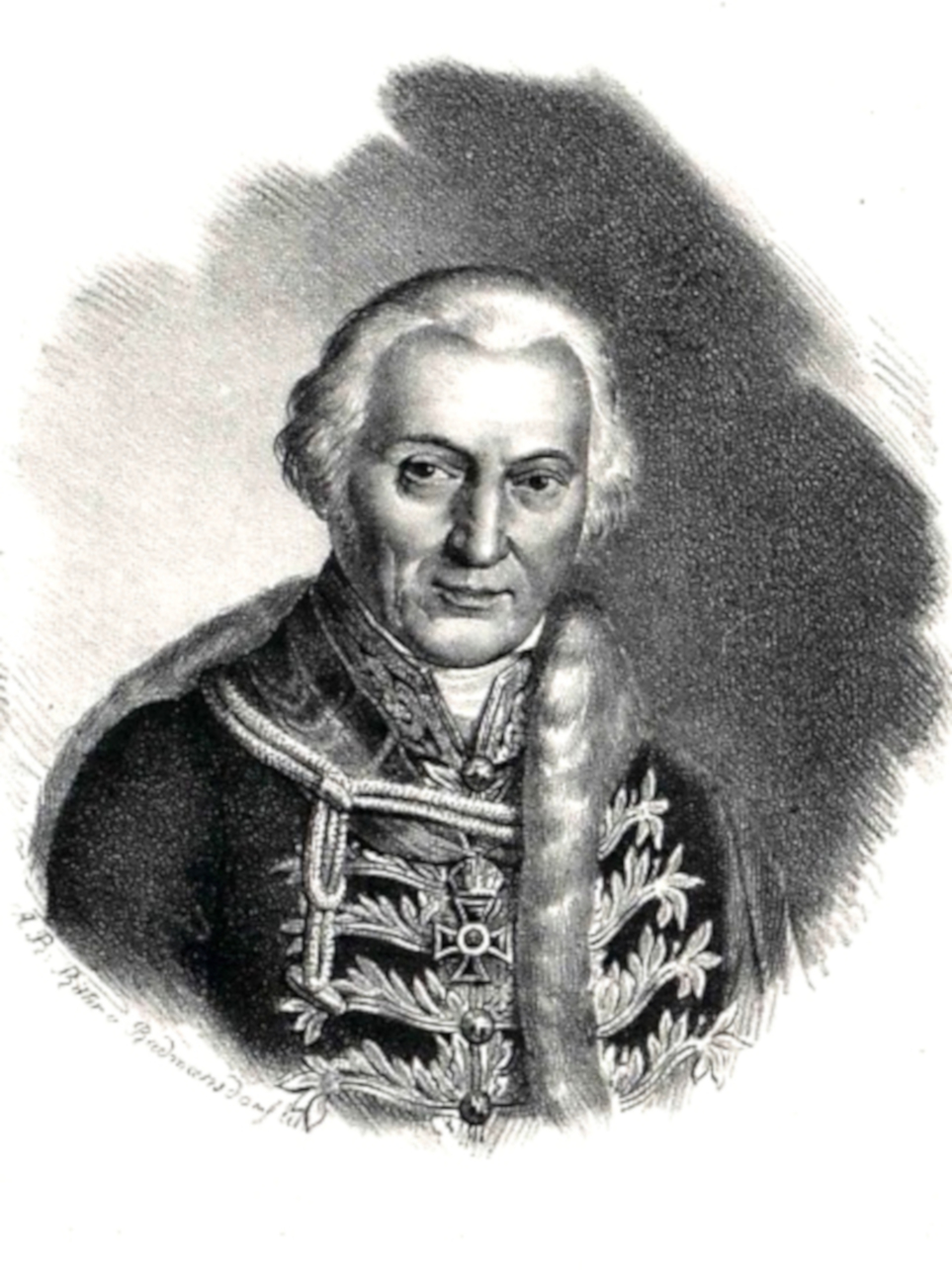
Görög Demeter

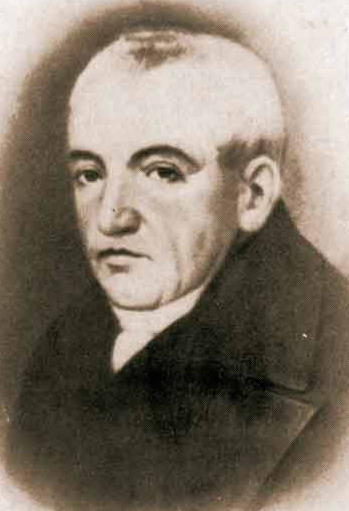
Petru Maior

- James Macpherson közreadja az állítólagos ősi kelta bárd, Osszián költeményeit: Fragments of Ancient Poetry Collected in the Highlands of Scotland (Az ősi költészet Skót Felföldön gyűjtött töredékei).
- Elkészül Denis Diderot Az apáca (La religieuse) című regénye, mely azonban csak az író halála után jelenhetett meg.

### Dráma
- Kiadják és ugyanebben az évben Velencében bemutatják Carlo Goldoni vígjátékát: I rusteghi (Bugrisok).

## Születések
- január 6. – Ioan Budai-Deleanu román író, költő, filológus, történész († 1820)
- március 10. – Leandro Fernández de Moratín spanyol költő, drámaíró († 1828)
- május 10. – Claude Joseph Rouget de Lisle francia katonatiszt, költő; Franciaország himnusza, a La Marseillaise szerzője († 1836)
- május 10. – Johann Peter Hebel német költő († 1826)
- május 11. – Pálóczi Horváth Ádám magyar költő, író, hagyománygyűjtő († 1820)
- szeptember 16. – Kultsár István magyar író, szerkesztő, lapkiadó és színigazgató († 1828)
- november 4. – Görög Demeter magyar író, szerkesztő, udvari tanácsos, kultúrpolitikus, nevelő, a magyar irodalom szervezője és mecénása († 1833)
- 1760 – Petru Maior román görögkatolikus pap, író, történész, nyelvész, az erdélyi iskola kiemelkedő képviselője († 1821)

## Halálozások
- 1760 – Nezim Frakulla albán költő, a muzulmán tradíciójú bejtedzsi irodalom úttörő alakja (* 1680 körül)